# Подбелковое
Подбелковое (Радоновое; каз. Подбелковое) — озеро на территории городского акимата Риддера в Восточно-Казахстанской области. Располагается у подножья наивысшей точки Ивановского хребта — Вышеивановского Белка, на высоте 1906,5 метров над уровнем моря. Ближайшие населённые пункты: город Риддер (в 24 км к западу), село Поперечное (в 10 км к северу) и поселение Серый Луг (в 6 км к северо-востоку).

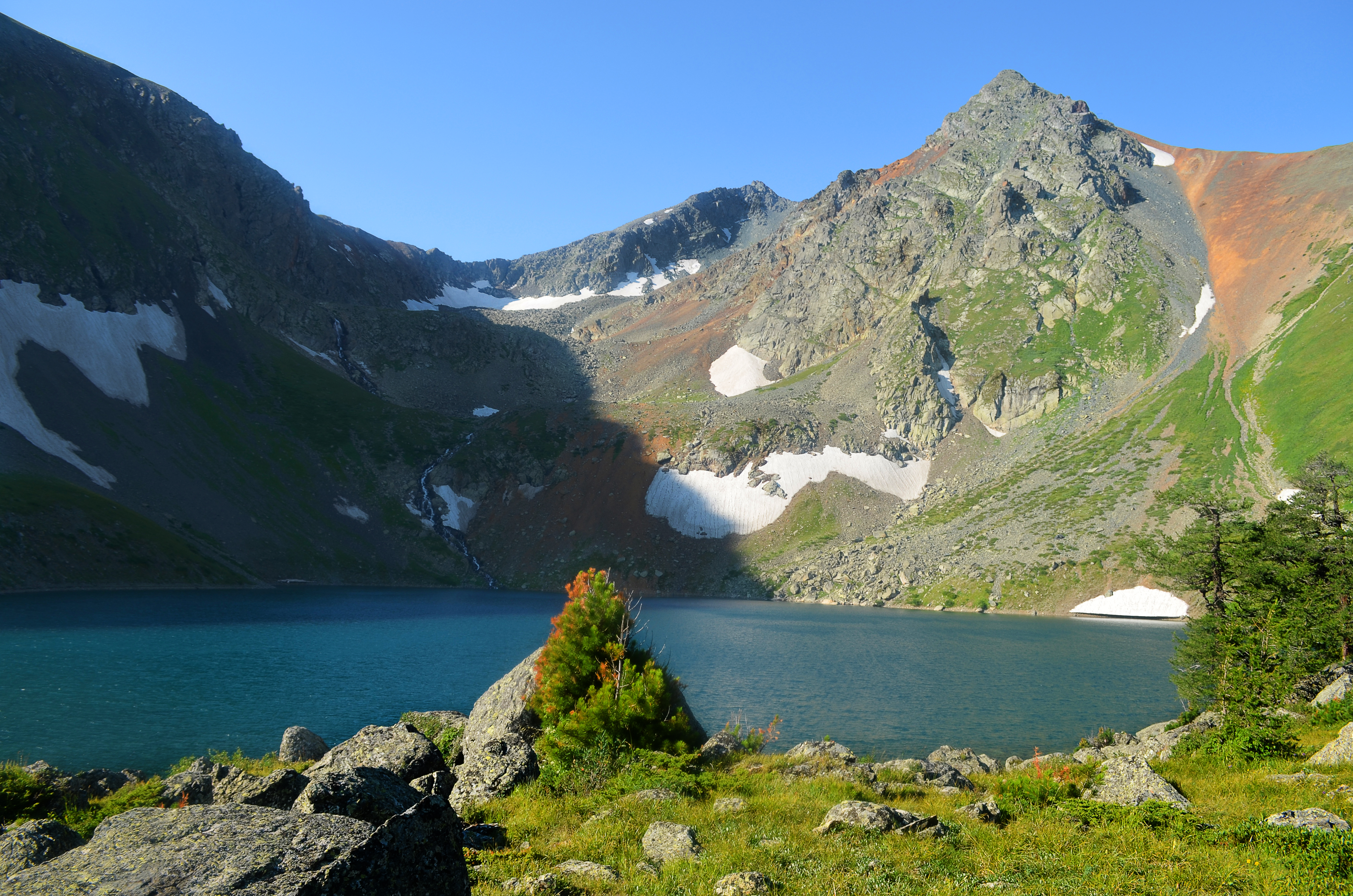

По неофициальным источникам название Радоновое озеро появилось из-за попадания воды с содержанием радона, вытекающей из заброшенной штольни в озеро.

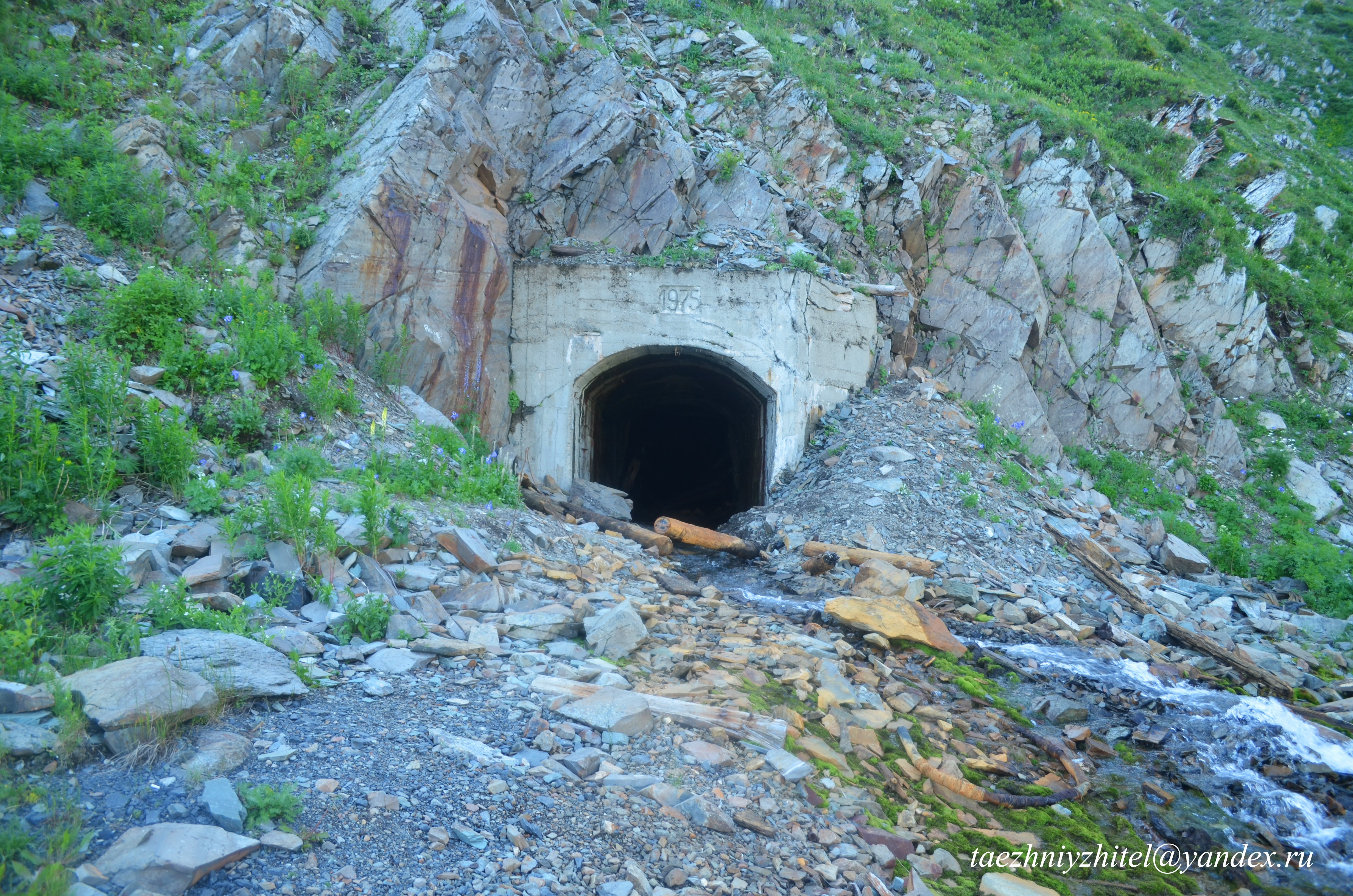
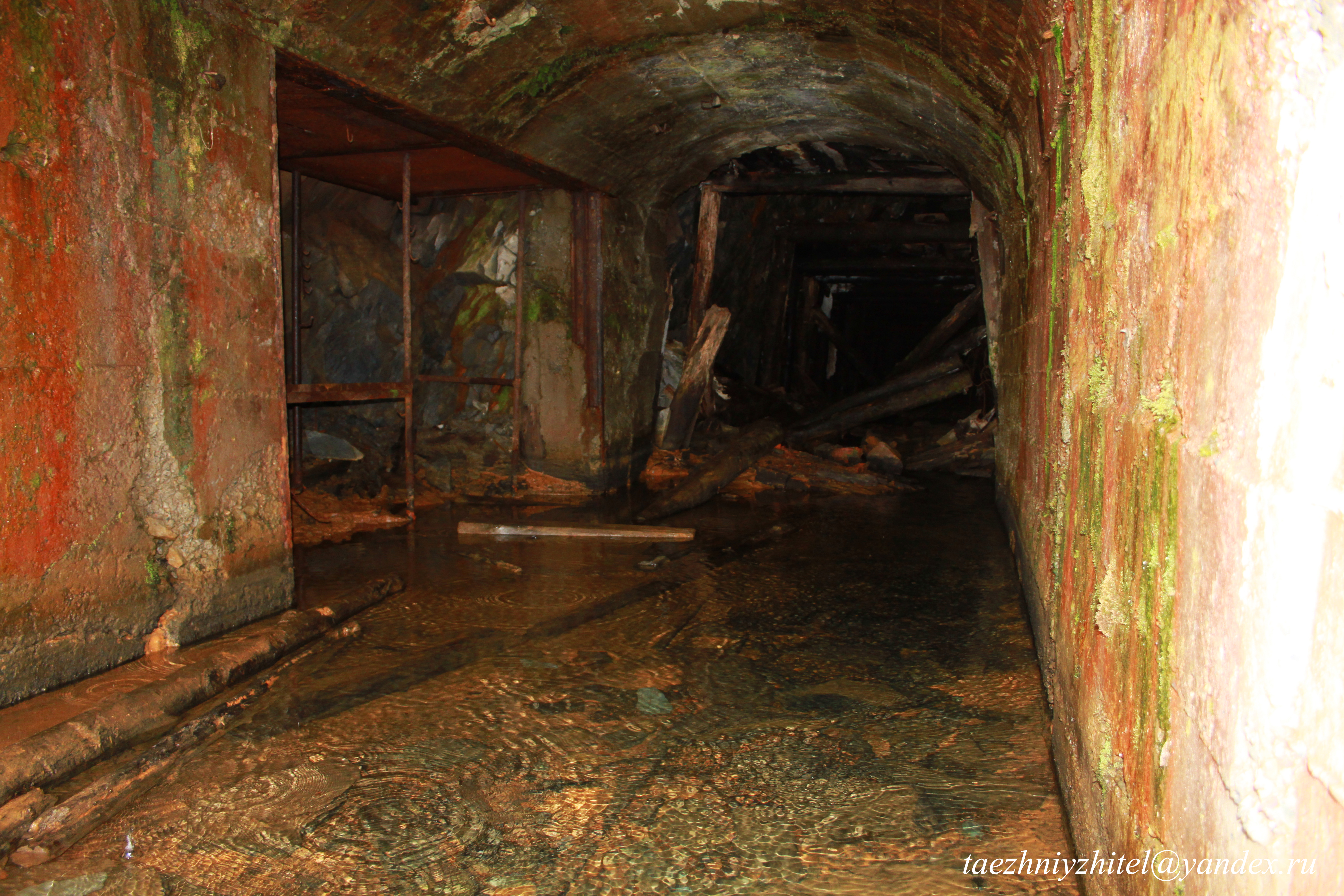
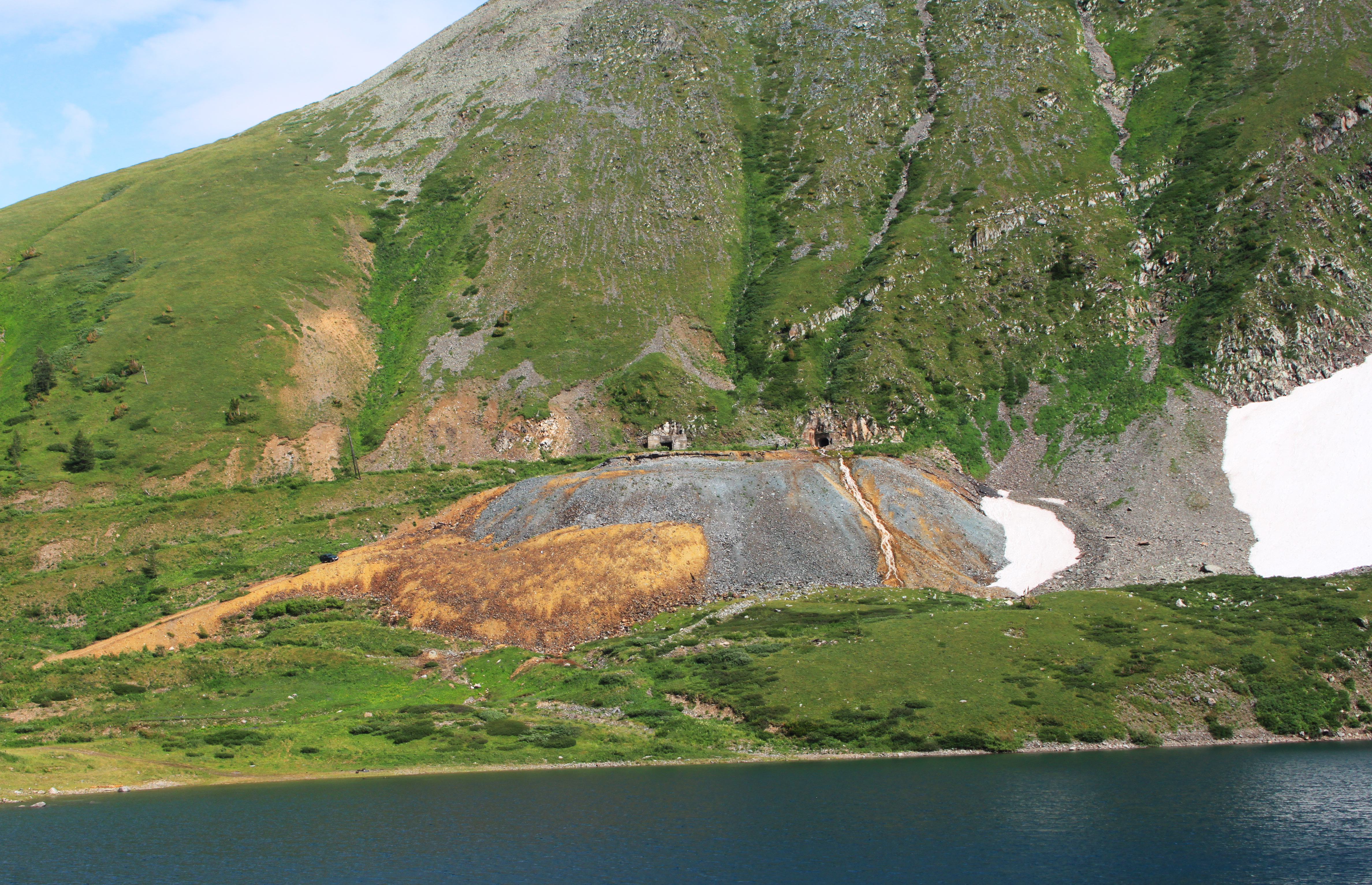

«В начале 70-х Риддерский полиметаллический комбинат вёл поиск новых месторождений драгоценных металлов. Дорога в горы и сами штольни были пробиты с целью получения пробоотбора. Спустя несколько лет упорного труда работы остановили. В штольнях нашли радиоактивный газ радон. Смешиваясь с водой, он образует радоновый источник, который затем попадает в Подбелковое озеро. Так Подбелковое озеро становится Радоновым. И воды его считаются целебными, так как радон в особо малых концентрациях полезен для здоровья человека.»

## Флора
Вблизи озера произрастают в небольшом количестве хвойные породы — лиственница, сосна, кедр.
В период с июня по август можно встретить пышное цветение ириса, купальницы (или жарки) и ряда других высокогорных растений. Часто встречается можжевельник обыкновенный и бадан толстолистный.